# Río Barcala
El río Barcala es un río del noroeste de la península ibérica que discurre por la provincia de La Coruña (España). Es un afluente del río Tambre

## Curso
Nace en el monte Fontemago, en las cercanías de Fontecada, municipio de Santa Comba, baña los municipios de A Baña y Negreira, donde termina en el embalse de Barrié de la Maza.

## Afluentes
- Río Albariña, cerca de Vilachán.